# Канада на Светском првенству у атлетици на отвореном 2015.
Канада је учествовала на Светском првенству у атлетици на отвореном 2015. одржаном у Пекингу од 22. до 30. августа петнаести пут, односно учествовала је на свим првенствима до данас. Репрезентацију Канаде представљала су 45 такмичара (21 мушкарца и 24 жене) који су се такмичили у 31 дисциплини (14 мушких и 17 женских).,
На овом првенству Канада је по броју освојених медаља делила 7. место са 8 освојених медаља (две златне, три сребрна и три бронзане). Поред медаља, Канада је остварила и следеће резултате: оборена су три национална и седам лична рекорда и остварена су пет најбоља национална и десет лична резултата сезоне. У табели успешности према броју и пласману такмичара који су учествовали у финалним такмичењима (првих 8 такмичара) Канада је са 12 учесника у финалу заузела 9. место са 65 бодова.
| Плас. | Земља  | 1. место | 2. место | 3. место | 4. место | 5. место | 6. место | 7. место | 8. место | Бр. финал. | Бод. |
| ----- | ------ | -------- | -------- | -------- | -------- | -------- | -------- | -------- | -------- | ---------- | ---- |
| 9.    | Канада | 2        | 3        | 3        | 1        | 0        | 1        | 0        | 2        | 12         | 65   |

## Учесници
| Мушкарци: - Андре де Грас — 100 м, 4х100 м - Арон Браун — 100 м, 200 м, 4х100 м - Џастин Ворнер — 100 м, 4х100 м - Брендон Родни — 200 м, 4х100 м - Charles Philibert-Thiboutot — 1.500 м - Мохамед Ахмед — 5.000 м - Камерон Левинс — 5.000 м, 10.000 м - Секу Каба — 110 м препоне - Џонатан Кабрал — 110 м препоне - Метју Хјуз — 3.000 м препреке - Taylor Milne — 3.000 м препреке - Алекс Џенест — 3.000 м препреке - Бенџамин Торн — 20 км ходање - Evan Dunfee — 20 км ходање, 50 км ходање - Inaki Gomez — 20 км ходање - Матје Билодо — 50 км ходање - Дерек Друин — Скок увис - Мајкл Мејсон — Скок увис - Шонаси Барбер — Скок мотком - Тим Недов — Бацање кугле - Демијан Ворнер — Десетобој | Жене: - Khamica Bingham — 100 м, 200 м, 4х100 м - Кристал Емануел — 100 м, 200 м, 4х100 м - Kimberly Hyacinthe — 100 м, 200 м, 4х100 м - Карлин Муир — 400 м, 4х400 м - Одри Жан-Батист — 400 м, 4х400 м - Мелиса Бишоп — 800 м - Фиона Бенсон — 800 м - Никол Сифуентес — 1.500 м, 5.000 м - Лани Марчант — 10.000 м - Наташа Водак — 10.000 м - Никита Холдер — 100 м препоне - Филиција Џорџ — 100 м препоне - Саге Вотсон — 400 м препоне, 4х400 м - Женевјев Лалонд — 3.000 м препреке - Ерин Тешук — 3.000 м препреке - Isatu Fofanah — 4х100 м - Aiyanna Stiverne — 4х400 м - Саге Вотсон — 4х400 м - Nicole Sassine — 4х400 м - Rachel Seaman — 20 км ходање - Кристабел Нети — Скок удаљ - Салтана Фризел — Бацање кладива - Елизабет Гледл — Бацање копља - Бријен Тајсен Итон — Седмобој |  |

## Освајачи медаља (8)

### Злато (2)
(М)
- Дерек Друин — Скок увис
- Шонаси Барбер — Скок мотком

### Сребро (3)
| (М) - Демијан Ворнер — Десетобој | (Ж) - Мелиса Бишоп — 800 м - Бријен Тајсен Итон — Седмобој |

### Бронза (3)
(М)
- Андре де Грас — 100 м
- Арон Браун2, Андре де Грас2, 
 Брендон Родни2, Џастин Ворнер2 — штафета 4 х 100 м
- Бенџамин Торн — 20 км ходање

## Резултати

### Мушкарци
| Атлетичар                                                   | Дисциплина       | Лични рекорд | Предтакмичење    | Предтакмичење | Квалификације                             | Квалификације         | Полуфинале                                  | Полуфинале           | Финале                                     | Финале       | Детаљи                                       |
| Атлетичар                                                   | Дисциплина       | Лични рекорд | Резултат         | Место         | Резултат                                  | Место                 | Резултат                                    | Место                | Резултат                                   | Место        | Детаљи                                       |
| ----------------------------------------------------------- | ---------------- | ------------ | ---------------- | ------------- | ----------------------------------------- | --------------------- | ------------------------------------------- | -------------------- | ------------------------------------------ | ------------ | -------------------------------------------- |
| Андре де Грас                                               | 100 м            | 9,95         | слободни         | слободни      | 9,99 КВ                                   | 2. у гр. 5            | 9,96 КВ                                     | 2. у гр. 1           | 9,92                                       |              | Архивирано на веб-сајту (23. август 2015)    |
| Арон Браун                                                  | 100 м            | 10,05        | слободни         | слободни      | 10,03в КВ                                 | 3. у гр. 2            | 10,15                                       | 7. у гр. 2           | Није се квалификовао                       | 17 / 68 (72) | Архивирано на веб-сајту (26. новембар 2015)  |
| Џастин Ворнер                                               | 100 м            | 10,09        | слободни         | слободни      | 10,20                                     | 5. у гр 3             | Није се квалификовао                        | Није се квалификовао | Није се квалификовао                       | 30 / 68 (72) |                                              |
| Брендон Родни                                               | 200 м            | 20,27        |                  |               | 20,18 КВ, ЛР                              | 3. у гр. 5            | 20,46                                       | 8. у гр. 1           | Није се квалификовао                       | 20 / 54 (60) | Архивирано на веб-сајту (25. септембар 2018) |
| Арон Браун                                                  | 200 м            | 20,16        | 20,43            | 4. у гр 7     | Нису се квалификовали                     | Нису се квалификовали | Нису се квалификовали                       | 34 / 47 (49)         | Архивирано на веб-сајту (21. октобар 2015) |              |                                              |
| Charles Philibert-Thiboutot                                 | 1.500 м          | 3:34,23      | 3:39,72 кв       | 7. у гр. 2    | 3:39,62                                   | 10. у гр. 2           | Није се квалификовао                        | 15 / 40 (41)         | Архивирано на веб-сајту (31. август 2015)  |              |                                              |
| Мохамед Ахмед                                               | 5.000 м          | 13:18,88     | 13:19,58 КВ, ЛРС | 3. у гр. 2    |                                           |                       | 14:00,38                                    | 12 / 39 (41)         |                                            |              |                                              |
| Камерон Левинс                                              | 5.000 м          | 13:15,19     | 13:48,72         | 9. у гр. 1    | Нису се квалификовали                     | 24 / 39 (41)          | Архивирано на веб-сајту (30. април 2018)    |                      |                                            |              |                                              |
| Камерон Левинс                                              | 10.000 м         | 27:07,51     |                  |               |                                           |                       |                                             |                      | 28:15,19                                   | 14 / 23 (27) | Архивирано на веб-сајту (29. август 2015)    |
| Секу Кабан                                                  | 110 м препоне    | 13,43        |                  |               | 13,46                                     | 4. у гр. 5            | 13,58                                       | 7. у гр. 1           | Нису се квалификовали                      | 22 / 33 (34) | Архивирано на веб-сајту (29. август 2015)    |
| Џонатан Кабрал                                              | 110 м препоне    | 13,37        | 13,55            | 4. у гр. 3    | 13,37 ЛР                                  | 4. у гр. 2            | 12 / 23 (27)                                |                      | Нису се квалификовали                      |              | Архивирано на веб-сајту (29. август 2015)    |
| Метју Хјуз                                                  | 3.000 м препреке | 8:11,64 НР   | 8:41,52 КВ       | 3. у гр. 1    |                                           |                       | 8:18,63 ЛРС                                 | 8 / 38 (42)          | Архивирано на веб-сајту (25. август 2015)  |              |                                              |
| Taylor Milne                                                | 3.000 м препреке | 8:19,90      | 8:43,47          | 8. у гр. 3    | Нису се квалификовали                     | 22 / 38 (42)          | Архивирано на веб-сајту (19. новембар 2015) |                      |                                            |              |                                              |
| Алекс Женест                                                | 3.000 м препреке | 8:19,33      | 8:52,49          | 10. у гр 2    | Нису се квалификовали                     | 29 / 38 (42)          | Архивирано на веб-сајту (19. новембар 2015) |                      |                                            |              |                                              |
| Арон Браун2, Андре де Грас2, Брендон Родни2, Џастин Ворнер2 | 4 х 100 м        | 37,69 НР     | 38,03 кв, НРС    | 5. у гр. 2    | 38,13                                     |                       | Архивирано на веб-сајту (29. август 2015)   |                      |                                            |              |                                              |
| Бенџамин Торн                                               | 20 км ходање     | 1:20:19      |                  |               |                                           |                       |                                             |                      | 1:19:57 НР                                 |              | Архивирано на веб-сајту (23. август 2015)    |
| Inaki Gomez                                                 | 20 км ходање     | 1:20:18      | 1:21:55 ЛРС      | 14 / 50 (61)  |                                           |                       |                                             |                      |                                            |              | Архивирано на веб-сајту (23. август 2015)    |
| Evan Dunfee                                                 | 20 км ходање     | 1:20:13      | 1:21:48 ЛРС      | 12 / 50 (61)  |                                           |                       |                                             |                      |                                            |              | Архивирано на веб-сајту (23. август 2015)    |
| Evan Dunfee                                                 | 50 км ходање     | 3:58:34      | 3:49:56 ЛР       | 12 / 38 (54)  | Архивирано на веб-сајту (29. август 2015) |                       |                                             |                      |                                            |              |                                              |
| Матје Билодо                                                | 50 км ходање     | 3:59:48      | 4:01:35 ЛРС      | 31 / 38 (54)  | Архивирано на веб-сајту (29. август 2015) |                       |                                             |                      |                                            |              |                                              |
| Дерек Друин                                                 | Скок увис        | 2,40 НР      |                  |               | 2,31 КВ                                   | 1. у гр. А            |                                             |                      | 2,34                                       |              |                                              |
| Мајкл Мејсон                                                | Скок увис        | 2,33         | 2,26             | 9. у гр. Б    | Није се квалификовао                      | 25 / 25 (34)          | Архивирано на веб-сајту (17. децембар 2015) |                      |                                            |              |                                              |
| Шонаси Барбер                                               | Скок мотком      | 5,93 НР      | 5,70 КВ          | 3. у гр. А    | 5,90                                      |                       |                                             |                      |                                            |              |                                              |
| Тим Недов                                                   | Бацање кугле     | 20,98        | 19,63            | 9. у гр. Б    | Није се квалификовао                      | 20 / 31               | Архивирано на веб-сајту (26. октобар 2015)  |                      |                                            |              |                                              |

- Атлетичари означени бројем учествовали су и у појединачним дисциплина.

#### Десетобој
| Дисциплина    | Демијан Ворнер Архивирано на веб-сајту (29. август 2015) | Демијан Ворнер Архивирано на веб-сајту (29. август 2015) | Демијан Ворнер Архивирано на веб-сајту (29. август 2015) | Демијан Ворнер Архивирано на веб-сајту (29. август 2015) | Демијан Ворнер Архивирано на веб-сајту (29. август 2015) | Демијан Ворнер Архивирано на веб-сајту (29. август 2015) |
| Дисциплина    | Лич. рек.                                                | Резултат                                                 | Бод.                                                     | Плас.                                                    | Укупно                                                   | Плас.                                                    |
| ------------- | -------------------------------------------------------- | -------------------------------------------------------- | -------------------------------------------------------- | -------------------------------------------------------- | -------------------------------------------------------- | -------------------------------------------------------- |
| 100 м         | 10,28                                                    | 10,31                                                    | 1.020                                                    | 2.                                                       |                                                          |                                                          |
| Скок удаљ     | 7,64                                                     | 7,65 ЛР                                                  | 972                                                      | 4.                                                       | 1.992                                                    | 2.                                                       |
| Бацање кугле  | 14,42                                                    | 14,44 ЛР                                                 | 755                                                      | 11.                                                      | 2.747                                                    | 2.                                                       |
| Скок увис     | 2,09                                                     | 2,04 ЛРС                                                 | 840                                                      | 10                                                       | 3.587                                                    | 2.                                                       |
| 400 м         | 47,04                                                    | 47,30                                                    | 943                                                      | 4.                                                       | 4.530                                                    | 2.                                                       |
| 110 м препоне | 13,27                                                    | 13,63                                                    | 1.023                                                    | 1.                                                       | 5.553                                                    | 2.                                                       |
| Бацање диска  | 47,56                                                    | 44,99                                                    | 767                                                      | 6.                                                       | 6.320                                                    | 2.                                                       |
| Скок мотком   | 4,80                                                     | 4,80 ЛР                                                  | 849                                                      | 14.                                                      | 7.169                                                    | 2.                                                       |
| Бацање копља  | 64,67                                                    | 63,50 ЛРС                                                | 791                                                      | 5.                                                       | 7.960                                                    | 2.                                                       |
| 1500 м        | 4:24,73                                                  | 4:31,51                                                  | 735                                                      | 8.                                                       |                                                          |                                                          |
| Десетобој     | 8.659 НР                                                 |                                                          |                                                          |                                                          | 8.695 НР                                                 |                                                          |

### Жене
| Атлетичарка                                                               | Дисциплина       | Лични рекорд | Квалификације   | Квалификације | Полуфинале            | Полуфинале            | Финале                                     | Финале       | Детаљи                                      |
| Атлетичарка                                                               | Дисциплина       | Лични рекорд | Резултат        | Место         | Резултат              | Место                 | Резултат                                   | Место        | Детаљи                                      |
| ------------------------------------------------------------------------- | ---------------- | ------------ | --------------- | ------------- | --------------------- | --------------------- | ------------------------------------------ | ------------ | ------------------------------------------- |
| Khamica Bingham                                                           | 100 м            | 11,13        | 11,30           | 5. у гр. 4    | Нису се квалификовале | Нису се квалификовале | Нису се квалификовале                      | 26 / 42 (54) | Архивирано на веб-сајту (25. август 2015)   |
| Кристал Емануел                                                           | 100 м            | 11,27        | 11,33           | 5. у гр. 3    | Нису се квалификовале | Нису се квалификовале | Нису се квалификовале                      | 27 / 42 (54) | Архивирано на веб-сајту (25. август 2015)   |
| Kimberly Hyacinthe                                                        | 100 м            | 11,31        | 11,54           | 6. у гр. 5    | Нису се квалификовале | Нису се квалификовале | Нису се квалификовале                      | 40 / 42 (54) | Архивирано на веб-сајту (25. август 2015)   |
| Khamica Bingham                                                           | 200 м            | 22,84        | 22,90 КВ        | 3. у гр. 4    | 23,02                 | 6. у гр. 2            | Нису се квалификовале                      | 17 / 49 (51) | Архивирано на веб-сајту (29. новембар 2015) |
| Kimberly Hyacinthe                                                        | 200 м            | 22,78        | 23,03 КВ        | 3. у гр. 3    | 23,07                 | 7. у гр. 3            | Нису се квалификовале                      | 21 / 49 (51) | Архивирано на веб-сајту (29. новембар 2015) |
| Кристал Емануел                                                           | 200 м            | 22,89        | 23,22           | 4. у гр. 5    | Није се квалификовала | Није се квалификовала | Није се квалификовала                      | 28 / 49 (51) | Архивирано на веб-сајту (30. новембар 2015) |
| Карлин Муир                                                               | 400 м            | 51,55        | 51,70 КВ, ЛРС   | 5. у гр. 5    | 52,31                 | 8. у гр. 2            | Није се квалификовала                      | 23 / 41 (42) |                                             |
| Одри Жан-Батист                                                           | 400 м            | 51,93        | 53,18           | 7. у гр. 3    | Није се квалификовала | Није се квалификовала | Није се квалификовала                      | 39 / 41 (42) | Архивирано на веб-сајту (26. новембар 2015) |
| Мелиса Бишоп                                                              | 800 м            | 1:59,52      | 2:00,23 КВ      | 1. у гр. 6    | 1:57,52 КВ,НР         | 1. у гр. 3            | 1:58,12                                    |              | Архивирано на веб-сајту (29. август 2015)   |
| Фиона Бенсон                                                              | 800 м            | 1:59,76      | 2:00,53 КВ      | 2. у гр. 3    | 1:59,59 ЛР            | 5. у гр. 2            | Није се квалификовала                      | 17 / 44 (45) | Архивирано на веб-сајту (29. новембар 2015) |
| Никол Сифуентес                                                           | 1.500 м          | 4:04,65      | 4:12,82         | 8. у гр. 2    | Није се квалификовала | Није се квалификовала | Није се квалификовала                      | 29 / 34 (35) |                                             |
| Никол Сифуентес                                                           | 5.000 м          | 15:19,15     | 15:50,99        | 11. у гр. 1   |                       |                       | Није се квалификовала                      | 19 / 24 (27) | Архивирано на веб-сајту (30. новембар 2015) |
| Лани Марчант                                                              | 10.000 м         | 31:46,94     |                 |               |                       |                       | 32:22,50                                   | 18 / 25      | Архивирано на веб-сајту (25. август 2015)   |
| Наташа Водак                                                              | 10.000 м         | 31:41,59 НР  | 32:59,20        | 23 / 25       |                       |                       |                                            |              | Архивирано на веб-сајту (25. август 2015)   |
| Никита Холдер                                                             | 100 м препоне    | 12,80        | 12,86 КВ        | 2. у гр. 5    | 13,00                 | 6. у гр. 3            | Нису се квалификовале                      | 16 / 20 (24) | Архивирано на веб-сајту (31. август 2015)   |
| Филиција Џорџ                                                             | 100 м препоне    | 12,65        | 13,15 КВ        | 5. у гр. 4    | 12,87 ЛРС             | 5. у гр. 1            | Нису се квалификовале                      | 10 / 20 (24) | Архивирано на веб-сајту (31. август 2015)   |
| Саге Вотсон                                                               | 400 м препоне    | 55,97        | 56,08 кв        | 5. у гр. 2    | 56,38                 | 5. у гр. 2            | Нису се квалификовале                      | 19 / 36 (37) | Архивирано на веб-сајту (27. октобар 2015)  |
| Женевјев Лалонд                                                           | 3.000 м препреке | 9:33,19      | 9:36,83         | 6. у гр. 1    |                       |                       | Нису се квалификовале                      | 19 / 43 (45) | Архивирано на веб-сајту (17. април 2018)    |
| Ерин Тешук                                                                | 3.000 м препреке | 9:42,15      | 9:40,07         | 10. у гр. 2   | 25 / 43 (45)          |                       | Нису се квалификовале                      |              | Архивирано на веб-сајту (17. април 2018)    |
| Кристал Емануел2 Kimberly Hyacinthe2 Isatu Fofanah Khamica Bingham2       | 4 х 100 м        | 42,85 НР     | 42,60 КВ НР     | 3. у гр. 3    | 43,05                 | 6 / 16                | Архивирано на веб-сајту (29. август 2015)  |              |                                             |
| Карлин Муир2 Aiyanna Stiverne Саге Вотсон Одри Жан-Батист2 Nicole Sassine | 4 х 400 м        | 3:21,21 НР   | 3:26,14 кв, НРС | 4. у гр. 1    | 3:27,69               | 8 / 16                | Архивирано на веб-сајту (30. август 2015)  |              |                                             |
| Rachel Seaman                                                             | 20 км ходање     | 1:29:54 НР   |                 |               |                       |                       | 1:31:39                                    | 13 / 42 (50) | Архивирано на веб-сајту (28. август 2015)н  |
| Кристабел Нети                                                            | Скок удаљ        | 6,99 НР      | 6,79 КВ         | 3. у гр Б     |                       |                       | 6,95                                       | 4 / 31 (34)  | Архивирано на веб-сајту (28. август 2015)   |
| Салтана Фризел                                                            | Бацање кладива   | 75,73 НР     | 69,66           | 5. у гр Б     | Није се квалификовала | 16 / 19 (22)          | Архивирано на веб-сајту (29. октобар 2015) |              |                                             |
| Елизабет Гледл                                                            | Бацање копља     | 64,83 НР     | 64,02 КВ        | 4. у гр Б     | 59,82                 | 11 / 32               |                                            |              |                                             |

- Атлетичарке означене бројевима су учествовале и у појединачним дисциплина.

#### Седмобој
| Дисциплина    | Бријен Тајсен Итон Архивирано на веб-сајту (23. август 2015) | Бријен Тајсен Итон Архивирано на веб-сајту (23. август 2015) | Бријен Тајсен Итон Архивирано на веб-сајту (23. август 2015) | Бријен Тајсен Итон Архивирано на веб-сајту (23. август 2015) | Бријен Тајсен Итон Архивирано на веб-сајту (23. август 2015) | Бријен Тајсен Итон Архивирано на веб-сајту (23. август 2015) |
| Дисциплина    | Лич. рек.                                                    | Резултат                                                     | Бод.                                                         | Плас.                                                        | Укупно                                                       | Плас.                                                        |
| ------------- | ------------------------------------------------------------ | ------------------------------------------------------------ | ------------------------------------------------------------ | ------------------------------------------------------------ | ------------------------------------------------------------ | ------------------------------------------------------------ |
| 100 м препоне | 13,00                                                        | 12,98 ЛР                                                     | 1.127                                                        |                                                              |                                                              |                                                              |
| Скок увис     | 1,89                                                         | 1,80                                                         | 978                                                          | 15.                                                          | 2.105                                                        | 5.                                                           |
| Бацање кугле  | 13,99                                                        | 13,70                                                        | 774                                                          | 16.                                                          | 2.879                                                        | 5.                                                           |
| 200 м         | 23,34                                                        | 23,94                                                        | 986                                                          | 4.                                                           | 3.865                                                        | 4.                                                           |
| Скок удаљ     | 6,72                                                         | 6,55                                                         | 1.023                                                        | 2.                                                           | 4.888                                                        | 2.                                                           |
| Бацање копља  | 46,47                                                        | 42,94                                                        | 724                                                          | 18.                                                          | 5.612                                                        | 3.                                                           |
| 800 м         | 2:09,03                                                      | 2:11,52                                                      | 942                                                          | 3.                                                           |                                                              |                                                              |
| Седмобој      | 6.808 НР                                                     |                                                              |                                                              |                                                              | 6.554                                                        |                                                              |